# Mayo Hibi
Mayo Hibi (en japonés:日比万葉, Nació el 3 de abril de 1996) es una jugadora de tenis japonesa.
Hibi ha ganado cuatro títulos de sencillos en la ITF. El 27 de julio de 2015, alcanzó su mejor ranking en singles el cual fue 175 del mundo. El 26 de mayo de 2014, alcanzó el número 378 del mundo en el ranking de dobles.
Hibi ganó su primer torneo ITF $ 50.000 en los Challenger FSP Oro Mujeres del Río 2013, derrotando a Madison Brengle en sets corridos en la final. 
Hibi ha estado viviendo en California desde la edad de 2.

## Títulos ITF

### Individual (4)
| Torneos de $100,000 |
| Torneos de $75,000  |
| Torneos de $50,000  |
| Torneos de $25,000  |
| Torneos de $15,000  |
| Torneos de $10,000  |

| N.º | Fecha               | Torneo                             | Superficie | Oponentes       | Resultado     |
| --- | ------------------- | ---------------------------------- | ---------- | --------------- | ------------- |
| 1.  | 28 de mayo de 2012  | Hilton Head Island, Estados Unidos | Dura       | Jessica Moore   | 6-3, 6-1      |
| 2.  | 3 de junio de 2013  | Las Cruces, Estados Unidos         | Dura       | Petra Rampre    | 6-3, 6-0      |
| 3.  | 1 de julio de 2013  | Sacramento, Estados Unidos         | Dura       | Madison Brengle | 7-5, 6-0      |
| 4.  | 15 de junio de 2015 | Sumter, Estados Unidos             | Dura       | Lauren Embree   | 6-4, 3-6, 6-4 |